# Atkinson (Nebraska)
Atkinson é uma cidade localizada no estado americano de Nebraska, no Condado de Holt.

## Demografia
Segundo o censo americano de 2000, a sua população era de 1244 habitantes. 
Em 2006, foi estimada uma população de 1134, um decréscimo de 110 (-8.8%).

## Geografia
De acordo com o United States Census Bureau, a localidade tem uma área de 3,5 km², sem área coberta por água. Atkinson localiza-se a aproximadamente 642 m acima do nível do mar.

## Localidades na vizinhança
O diagrama seguinte representa as localidades num raio de 36 km ao redor de Atkinson. 